# BEPS
Met het Engelse begrip Base Erosion and Profit Shifting kortweg BEPS wordt aangeduid dat internationaal opererende ondernemingen een zodanige agressieve belastingplanning hanteren dat in feite sprake is van belastingontwijking. Op initiatief van OESO en EU zijn diverse actieplannen gestart met als doel dat ondernemingen belasting gaan betalen in het land waar de winst wordt gemaakt. Deze plannen moeten leiden tot afspraken tegen belastingontwijking door uitholling van de grondslag (base erosion) en winstverschuiving (profit shifting). Meer dan 100 landen hebben aangegeven de voorstellen van OESO te zullen implementeren.

## Uitholling van de grondslag
Door misbruik van wetgeving en het gebruik van soms ingenieuze constructies wordt in feite de grondslag van belastingheffing kunstmatig omzeild.

## Winstverschuiving
Het fenomeen winstverschuiving gaat ervan uit dat bedrijven de winst in het land willen laten belasten waar de tarieven het gunstigst zijn.

## Nederland
Door ondertekening van het multilaterale verdrag tegen belastingontwijking in 2016 en 2017 heeft Nederland in feite aangekondigd een groot aantal verdragen te willen aanpassen. In Nederland heeft BEPS er in 2017 toe geleid dat in het belastingplan 2017 nieuwe maatregelen zijn getroffen op het gebied van het beperken van rente-aftrek.